# Турчаново
Турчаново — село в Воловском районе Липецкой области России. Входит в состав Замарайского сельсовета.

## География
Село находится в юго-западной части Липецкой области, в лесостепной зоне, в пределах восточных отрогов Среднерусской возвышенности, к востоку от реки Кшень, на расстоянии примерно 6 километров (по прямой) к северо-северо-западу (NNW) от села Волово, административного центра района.
Климат умеренно континентальный с теплым летом и умеренно морозной зимой.
Часовой пояс
Село Турчаново, как и вся Липецкая область, находится в часовой зоне МСК (московское время). Смещение применяемого времени относительно UTC составляет +3:00.

## История
В октябре 1995 года Турчаново переведена из Ломигорского сельсовета в Замарайский сельсовет (Постановление восемнадцатого заседания Липецкого областного Собрания депутатов от 12.10.95 № 353-пс).

## Население
| 2010 | 2012 |
| ---- | ---- |
| 62   | ↗73  |

Гендерный состав
По данным Всероссийской переписи населения 2010 года в гендерной структуре населения мужчины составляли 48,4 %, женщины — соответственно 51,6 %.
Национальный состав
Согласно результатам переписи 2002 года, в национальной структуре населения русские составляли 97 % из 74 чел.

## Улицы
Уличная сеть деревни состоит из одной улицы (ул. Луговая).